# Vincenzo Balzano
Vincenzo Eugenio Balzano (Castel di Sangro, 18 luglio 1866 – Roma, 29 novembre 1951) è stato un magistrato italiano, uno storico dell'arte e uno studioso della storia d'Abruzzo e Molise.

## Biografia
Figlio di Camillo e di Giacinta Iacobucci. Sposò l'aretina Emma Selmi dalla quale ebbe cinque figli.

### Attività di magistrato
Laureato in Giurisprudenza a Bologna, nel 1890, entrò nella Magistratura e fu assegnato al Tribunale di Sulmona. Dopo essere passato attraverso le sedi provvisorie di Rieti, Chieti e Teramo, nel 1910 approdò a Roma con la qualifica di Giudice Istruttore.
Per un brevissimo periodo, tra il 1909 e il 1910, fu anche Sindaco di Castel di Sangro ma si dimise proprio a causa del definitivo trasferimento a Roma.
Nel 1922 entrò a far parte del Tribunale supremo militare, con il grado di maggiore generale e nel 1926 fu nominato al Tribunale speciale per la difesa dello Stato (1926-1943). Per aver svolto questa funzione, alla caduta del fascismo fu arrestato e sottoposto a processo. Dopo aver scontato 22 mesi di carcere, fu liberato, insieme agli ex procuratori generali del TSDS Dessy e Noseda, in seguito all'amnistia Togliatti dal 1946.

### Attività di studioso

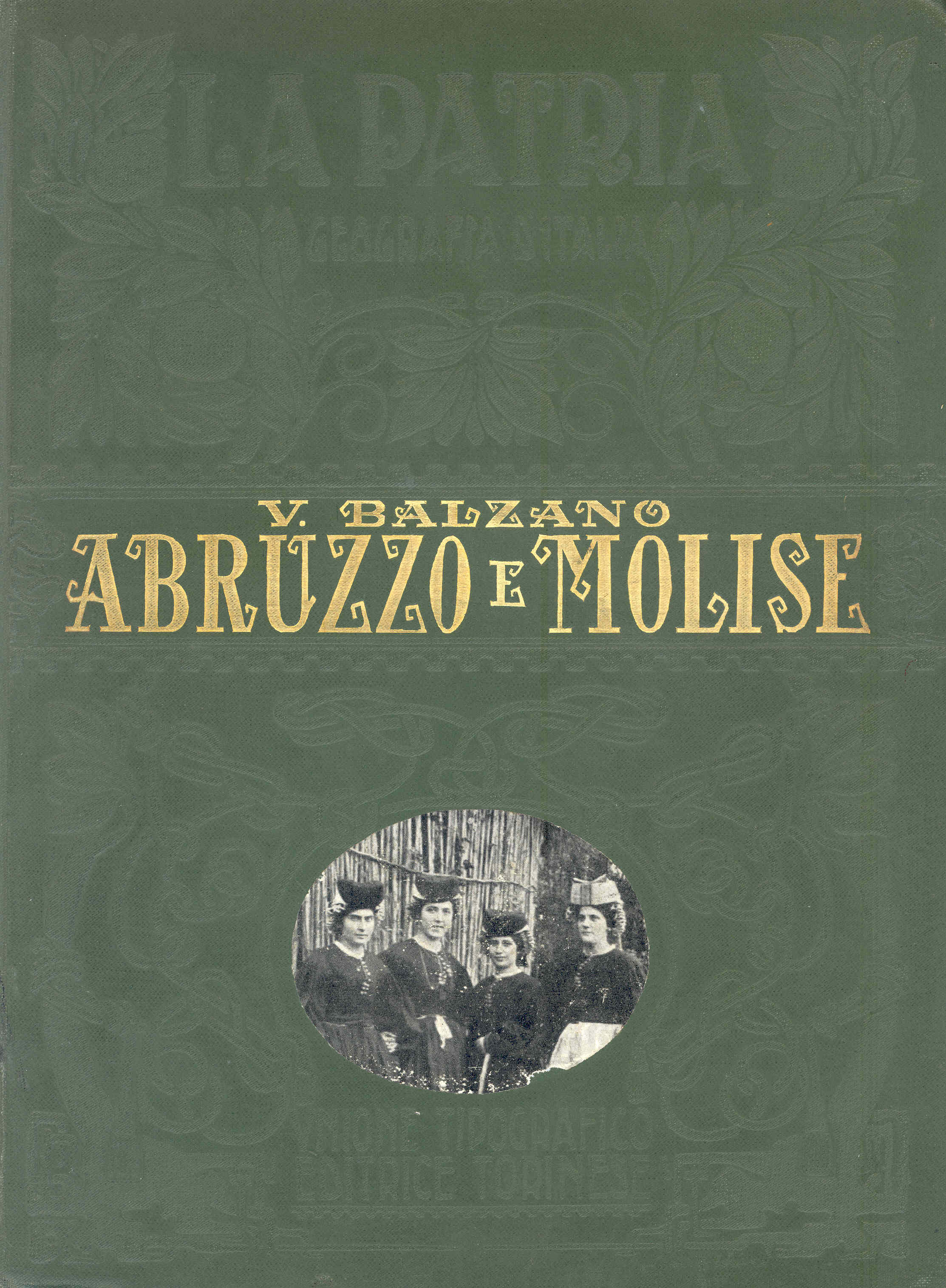
Copertina dell’opera Abruzzo e Molise di Vincenzo Balzano.

Fu socio fondatore della Deputazione abruzzese di Storia patria e all'interno del "Bullettino" della Società pubblicò i suoi primi studi storici sull'Abruzzo. 
Pubblicava intanto una Storia di Castel di Sangro e uno studio sui Legisti abruzzesi a Bologna.
Dal 1895 iniziò la collaborazione con la "Rivista Abruzzese" edita a Teramo, in quegli anni sotto la direzione di Giacinto Pannella.
Fu in amicizia con Antonio De Nino e lo affiancò nelle ricerche storiche e archeologiche. Alla morte di questi, nel 1907, gli dedicò un necrologio sulla "Rivista Abruzzese".
Partecipò, affiancando Pietro Piccirilli e Cesare De Laurentiis, all'organizzazione della Mostra d'arte antica tenuta a Chieti nel 1905. In quello stesso anno fu tra gli organizzatori del Primo “Congresso storico abruzzese della Deputazione di Storia Patria”, del quale curò la pubblicazione degli Atti insieme a Domenico Ciampoli.
Tra le sue opere più significative il volume delle Opere complete di Concezio Rosa, curato nel 1909 per conto dell'editore teramano Giovanni Fabbri e il volume L'arte abruzzese, pubblicato nel 1910, nel quale Balzano riversa tutta l'esperienza di studioso maturata e nel contempo riferisce sulla situazione degli studi artistici in Abruzzo.
Collaborò a numerosi periodici tra i quali, oltre ai titoli già citati, "Bullettino della Deputazione" e "Rivista Abruzzese", vanno ricordati anche "L'Abruzzo letterario", "Il Giornale d'Abruzzo e Molise", e, soprattutto la "Rassegna d'arte degli Abruzzi e del Molise", una rivista dalla vita breve ma intensa alla quale collaborarono Ignazio Carlo Gavini, Giovan Battista Manieri, Mario Chini, Guglielmo Aurini, Francesco Verlengia e Bernard Berenson.
Diresse "Albia. Rivista illustrata abruzzese-molisana" uscita nel 1924 e, successivamente, la "Rassegna di storia e d'arte d'Abruzzo e Molise, pubblicata a Roma e diretta insieme a Domenico Ciampoli.
Nel 1931 fu ancora in prima linea nella organizzazione del Convegno storico abruzzese e molisano che vide come Presidente Enrico Carusi e come vice presidenti lo stesso Balzano e Vincenzo Rivera.
Per molti anni, dal 1919 in poi, fu componente della Commissione conservatrice dei monumenti degli scavi e degli oggetti di antichità e di arte per la provincia dell'Aquila e successivamente, dal 1927, anche per quella di Pescara.
Tra i volumi di maggior interesse da lui pubblicati è senz'altro Abruzzo e Molise, edito nel 1927 dalla Utet per la rinnovata collana della Patria.
Lasciò incompiuta un'imponente ricerca bio-bibliografica sugli artisti abruzzesi tuttora inedita e intitolata, in via provvisoria, Per l'arte abruzzese. Supplemento agli artisti abruzzesi di Vincenzo Bindi.

## Scritti
- La storia di Castel di Sangro raccontata a scuola, Bologna, Tip. Mareggiani, 1889;
- I legisti ed artisti abruzzesi lettori nello studio di Bologna, con lettera-prefazione del prof. Enrico Casti, Castel di Sangro, tip. O. Putaturo, 1892;
- Dove fu Aufidena, Castel di Sangro, Tip. Ed. Oriente Putaturo, 1899;
- Relazione del congresso storico abruzzese adunato in Chieti in settembre 1905 pel segretario Avv. Vincenzo Balzano, Aquila, Tipografia Aternina, 1905, estratto dal Giornale Abruzzese di Chieti, a. 1., n. 24, 21 sett. 1905;
- Appunti intorno alla scuola d'oreficeria aquilana, Teramo, Rivista Abruzzese, 1906, estratto dalla Rivista Abruzzese di Scienze, Lettere ed Arti, Anno 21.-Fasc. 12;
- Antonio De Nino, Teramo, Rivista Abruzzese, 1907, estratto dalla Rivista Abruzzese di scienze, lettere ed arti, anno 22. fasc. 4;
- Concezio Rosa e le sue opere, Teramo, G. Fabbri, 1909;
- Scultori e sculture abruzzesi del sec. XV, Roma, Tipografia dell'Unione Editrice, 1909, estratto da: L'Arte di Adolfo Venturi, anno 12., fasc. 3;
- Concezio Rosa, Studi di preistoria e di storia. Raccolta completa curata dall'avv. Vincenzo Balzano, con prefazione e note del medesimo, Teramo, G. Fabbri, 1909-1912;
- L'arte abruzzese, Bergamo, Istituto Italiano d'arti grafiche, 1910;
- Per il programma della Rassegna, (lettere), a cura di Ignazio Carlo Gavini e Vincenzo Balzano, Roma, Tipografia nazionale di G. Bertero & C., 1913, estratto da: "Rassegna d'Arte degli Abruzzi e del Molise", anno 2., marzo 1913;
- Elenco degli edifici monumentali, XLIV. Provincia di teramo (Ministero della pubblica istruzione), Roma, Tip. Unione Ed., 1916;
- Aufidena Caracenorum, ai confini settentrionali del Sannio, memorie storiche intorno all'antichita di Castel di Sangro, Roma, Arti graf. e fotomeccaniche P.Sansaini, 1923
- Abruzzo e Molise, Torino, UTET, 1927;
- La vita di un comune del reame, Castel di Sangro, Roma, tip. Arte della Stampa, 1942;

## Manoscritti e biblioteca privata
Nel 1954 i libri e le carte, gli inediti e l'epistolario di Balzano furono donate dalla famiglia alla biblioteca comunale di Castel di Sangro, a lui intitolata, dove ancora oggi sono conservate.